# Olympique Star
Olympique Star là một câu lạc bộ bóng đá Burundi, hiện tại thi đấu ở Giải bóng đá ngoại hạng Burundi.